# Semilasso
Semilasso je kulturní centrum v brněnské čtvrti Královo Pole, v ulici Palackého (čo. 126), na křižovatce s ulicí Kosmovou.

## Historie
Při císařské silnici vedoucí z Brna na Svitavy, na okraji osady Ugartov, součásti blízkého Králova Pole, vznikl v první polovině 19. století zájezdní Morgensternův hostinec, který patřil k panství Schaffgotschů. Ve 30. letech 19. století se zde, na pozvání majitele panství, na delší čas ubytoval kníže Hermann von Pückler-Muskau, mimo jiné cestovatel a spisovatel, který začal používat pseudonym Tutolasso (tj. zcela vyčerpaný – z motta „Tout casse, tout passe, tout lasse“, tj. Vše se rozbíjí, vše přechází, vše unavuje) a po čase Semilasso (tj. zpola odpočinutý). Zároveň zde v roce 1836 dokončil svůj cestopis Semilasso in Afrika s fiktivním hrdinou Semilassem, jenž byl dobovým čtenářským hitem. I sám kníže von Pückler-Muskau se stal místní populární postavou a dovolil pojmenovat hostinec podle něj: Zum Semilasso (česky U Semilassa).

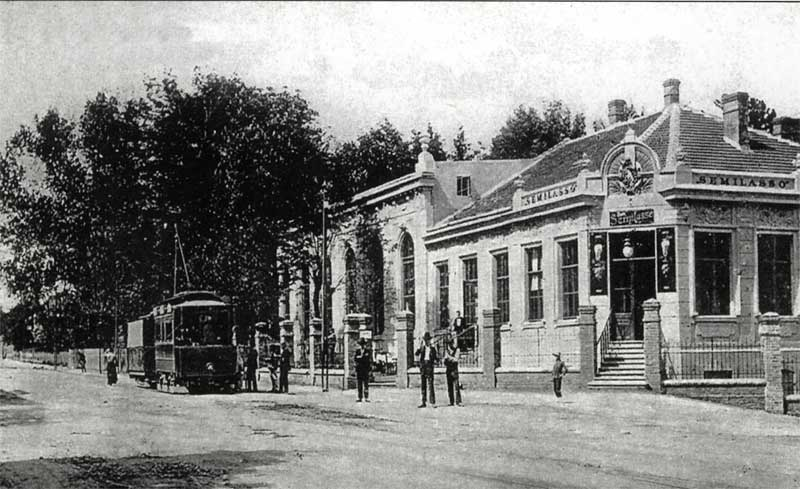
Semilasso po roce 1900

Hostinec se stal kulturním centrem Králova Pole, kde se ve zdobeném sále pořádaly místní společenské akce. V roce 1869 byla u Semilassa ukončena trať brněnské koněspřežné tramvaje a na jeho dvoře vznikla jedna ze tří vozoven, využívaná však pouze za éry koňské tramvaje. Trať z Brna byla roku 1900 elektrifikována. V blízkosti hostince byl na přelomu 19. a 20. století vybudován kulturní dům ve stylu historizující eklektické architektury, který převzal jméno Semilasso. Nová budova disponovala velkým sálem, restaurací i zahradou. Od roku 1904 byl znám jako Dělnický dům, neboť jej měl v pronájmu královopolský dělnický spolek. Po druhé světové válce ho pro kulturní potřeby využívala Královopolská strojírna a následně jej spravovalo Obvodní kulturní a vzdělávací středisko Brno V. V průběhu druhé poloviny 20. století byl kulturní dům různě přestavován, např. v 80. letech vznikla necitlivá dvorní dostavba, takže z původní budovy nakonec fakticky zůstala pouze uliční obvodová zeď s fasádou.
Roku 1999 byla na budově Semilassa odhalena pamětní deska Karla Högra, který zde herecky začínal. Z důvodu neutěšeného stavu objektu byla v letech 2002–2003 provedena celková rekonstrukce podle projektu ateliéru RAW. Restauraci a společenský sál s přísálím, balkónem a zahradou doplnila nárožní dvoupodlažní kavárna se skleněnou věží, která se stala novou dominantou stavby. Budova je v majetku města Brna, samotný provoz kulturního centra zajišťuje od roku 2004 soukromá společnost Glanc.

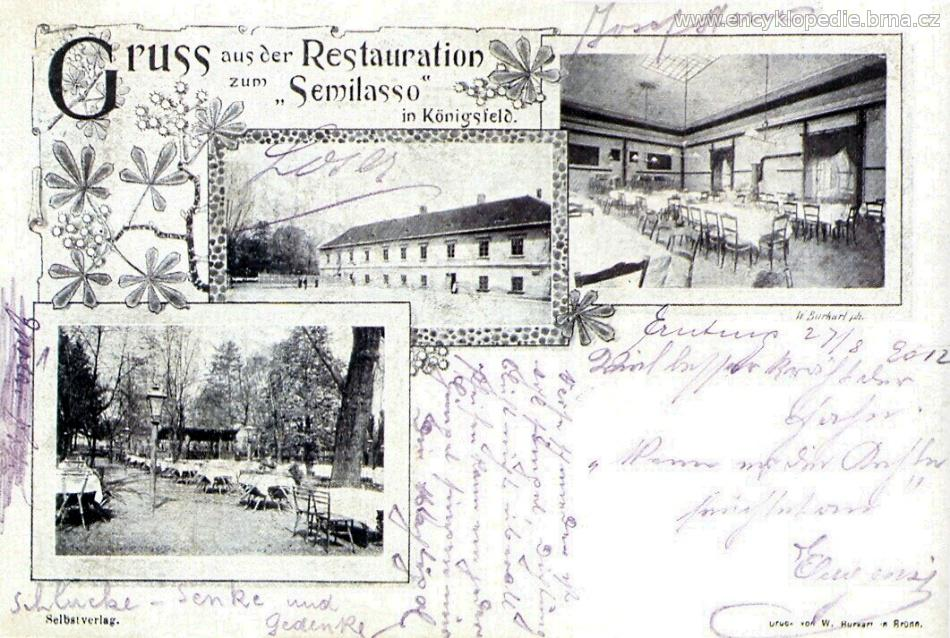
Původní hostinec Semilasso na pohlednici z roku 1899

Nevyužívaná budova původního hostince v sousedství kulturního centra (na nároží ulic Palackého a Metodějovy), která sama pocházela z druhé poloviny 18. století, byla zbořena na jaře 2006. Na jejím místě byl v letech 2007–2009 postaven bytový dům Nové Semilasso.